# Boyton End
Boyton End – przysiółek w Anglii, w hrabstwie Suffolk. Leży 46 km na zachód od miasta Ipswich i 75 km na północny wschód od Londynu. Boyton jest wspomniana w Domesday Book (1086) jako Alia.